# Filip Bundović
Filip Bundović (Zagabria, 16 febbraio 1994) è un cestista croato.

## Palmarès
- Campionato croato: 1

Cibona Zagabria: 2018-19
- Coppa di Croazia: 1

Cibona Zagabria: 2023